# Barilius bendelisis
Barilius bendelisis е вид лъчеперка от семейство Шаранови (Cyprinidae). Видът не е застрашен от изчезване.

## Разпространение и местообитание
Разпространен е в Бангладеш, Мианмар, Непал, Пакистан, Тайланд и Шри Ланка.
Обитава сладководни басейни, пясъчни дъна на реки и потоци.

## Описание
На дължина достигат до 22,7 cm.
Популацията на вида е стабилна.